# Random (музичка група)
Random (транскр. Рандом) српска је музичка група из Београда. Свој звук дефинише као алтернативни рок.

## Историја

### Почеци и основни подаци
Групу Random су 2010. године основали Ангелина Качунковић (вокал, ритам гитара), Јелена Михић (бас-гитара), Љубомир Бршчић (соло гитара) и Стефан Биљановски (бубањ). Група активно наступа од 2012. године. Музику Рандома одликују изражајни женски вокал, чврста ритам секција и мелодичне гитарске соло деонице. Текстови песама су на енглеском језику.

### 2015—2018: Прва дваиздања
Рандом је 14. октобра 2015. објавио дебитантски EP Smile & Wave са пет песама. Средином децембра 2015. састав је на финалној вечери петог Београдског ауторског рок фестивала добио највише гласова стручног жирија и освојио награду за најбољи ауторски бенд. У јуну 2016. Маском рекордс и Миксер фестивал заједнички суRandom објавили компилацију Женски елемент, а место на њој нашла је и Рандомова песма Stoner.
Почетком јула 2016. ова четворка је забележила први наступ на Егзиту, а крајем истог месеца окушала се и у такмичарском програму бањалучког Демофеста.
Већ 7. децембра 2016. Рандом је издао и други EP Rewind, такође сачињен од пет песама. Насловна нумера овог издања у мају 2017. је пропраћена спотом.
Током пролећа 2017. група се такмичила на Бунт рок фестивалу и освојила друго место, а у јулу исте године однела је и победу на Куршумлијској гитаријади. Лето 2017. групи је донело још и прве свирке на Арсенал фесту, ОК фесту и Шабачком летњем фестивалу.

### 2018—данас: Сингл, први албум и промена у постави
У марту 2018. Рандом је спотом за песму By Myself најавио прво дугосвирајуће издање и заокрет ка нешто тврђем звуку. Албум Sun Moon Stars појавио се 10. априла 2019. и садржи девет раније необјављиваних песама.

## Чланови

### Садашњи
- Ангелина Качунковић — вокал
- Јелена Михић — бас-гитара
- Стефан Гаћеша [а] — гитара
- Стефан Биљановски — бубањ

### Бивши
- Љубомир Бршчић — гитара

## Дискографија

### Студијски албуми
- (2019)
- (2020)

### издања
- (2015)
- (2016)